# Молла Ахмед-мечеть
Молла Ахмед-мечеть (азерб. Molla Əhməd məscidi) — мечеть початку XIV століття, розташована в столиці Азербайджану місті Баку, в межах історичної частини міста Ічері-Шехер.
На стіні мечеті є китабе із зазначенням дати 1300 і з ім'ям майстра, Махмуда син Са'да. Будівельник мечеті у своєму «підписі» зазначав, що він лише «устад» Махмуд син Са'да, хоча був автором ще двох, також підписних великих споруд — замку в селищі Нардаран та мечеті з мінаретом у селі Шихово, початкова будівля якої не збереглося, а сучасне зведено у 1998-1999.